# Verbrennungsluftverbund

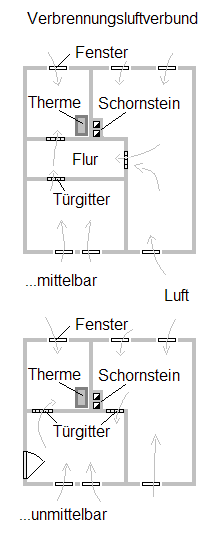
Prinzipskizze für mittelbaren und unmittelbaren Verbrennungsluftverbund

Verbrennungsluftverbund (auch Raumluftverbund) ist ein Luftverbund von Räumen, welcher die Luftversorgung raumluftabhängiger Gasgeräte über Außenfugen sichert.
Der Verbrennungsluftverbund von Räumen wird notwendig, wenn das aus dem Raum-Leistung-Verhältnis (RLV) ermittelte Mindest-Verbrennungsraumvolumen nicht dem Raumvolumen des Aufstellraumes der Gastherme entspricht.
Der Verbrennungsluftverbund wird hergestellt, indem so viele Räume mit durch Gittern versehenen Türschlitzen verbunden werden, bis ein Mindest-Verbrennungsraumluftvolumen erreicht ist. Anstatt Türgitter zu verwenden, ist es auch möglich, die Türblätter um 1 bzw. 1,5 cm zu kürzen oder die Dichtungen der Türen zu entfernen. Allerdings muss bei dieser Vorgehensweise darauf geachtet werden, dass das so hergestellte zusätzliche Verbrennungsraumvolumen nicht voll angerechnet werden darf.
Weil hohe Wärmeleistungen einen hohen Luftbedarf haben, reichen die Aufstellräume der Gasgeräte im Allgemeinen nicht aus, um sie fortlaufend mit der notwendigen Frischluft zu versorgen. Besonders Schutzziel 2 ist selten erfüllt, daher müssen so viele Räume mit Fenstern und/oder Türen ins Freie verbunden werden, bis das Mindest-Verbrennungsraumvolumen erreicht ist. Die Gittergröße beträgt 150 cm² je Tür.
Der Verbrennungsluftverbund für die Erfüllung des Schutzziels 1 kann auch mit Fluren und Räumen ohne Außenfugen hergestellt werden, da die augenblicklich vorhandene Frischluftzufuhr im Anfahrzustand die Verbrennung sicherstellen muss. Die Gittergröße ist 300 cm² je Tür, aufgeteilt in zwei Gitter à 150 cm².
Entsprechend der Skizze werden mittelbarer und unmittelbarer Verbrennungsluftverbund unterschieden.
Damit die angesaugte Frischluft das Gasgerät versorgen kann, dürfen die Türschlitze nicht zugeklebt oder verkleidet werden, z. B. weil der mögliche Luftzug die Bewohner stört.